# Charles Stenholm
Charles Walter Stenholm (Stamford, 26 ottobre 1938 – Granbury, 17 maggio 2023) è stato un politico statunitense, membro della Camera dei Rappresentanti per lo stato del Texas dal 1979 al 2005.

## Biografia
Dopo la laurea alla Texas Tech University, Stenholm lavorò come imprenditore.
Entrato in politica con il Partito Democratico, nel 1978 fu eletto deputato alla Camera dei Rappresentanti. Negli anni successivi venne riconfermato dagli elettori per altri dodici mandati, pur rappresentando un distretto congressuale favorevole ai repubblicani. Stenholm, democratico estremamente moderato, fu membro della Blue Dog Coalition.
Nel 2004 il suo distretto venne smantellato; Stenholm dovette quindi concorrere in un'altra circoscrizione, sfidando il collega repubblicano Randy Neugebauer, il quale tuttavia ebbe la meglio. Stenholm fu così costretto ad abbandonare il Congresso dopo ventisei anni di permanenza.
Dopo aver lasciato il seggio, lavorò come lobbista.